# Anolis equestris
L'anolide cubano o anolide cavaliere ("knight anole" in inglese) (Anolis equestris Merrem, 1820) è un rettile squamato della famiglia Dactyloidae.

## Distribuzione e habitat
La specie, originaria di Cuba, dov'è diffusa con numerosissime sottospecie (Anolis equestris baracoae,Anolis  equestris brujensis, Anolis equestris buidei, Anolis  equestris cincoleguas, Anolis equestris cyaneus, Anolis equestris equestris, Anolis equestris hassleri, Anolis equestris juraguensis, Anolis equestris noblei, Anolis equestris persparsus, Anolis equestris potior,Anolis equestris sabinalensis, Anolis equestris saxuliceps e Anolis equestris thomasi, Anolis equestris verreonensis), è stata introdotta con successo anche in Florida, dove si è stabilita nelle contee di Broward, Miami-Dade e Palm Beach.
Il loro habitat è costituito dalle foreste mature, nell'ambito delle quali vivono fra le fronde dei grossi alberi: richiedono temperature stabili attorno ai 25 °C ed umidità relativa piuttosto bassa, pertanto spesso durante l'inverno molti esemplari muoiono, in particolare in Florida.

## Descrizione

### Dimensioni
Gli adulti misurano dai 35 ai 60 cm, dei quali poco più della metà spettano alla coda: si tratta della specie vivente di anolide di maggiori dimensioni.

### Aspetto

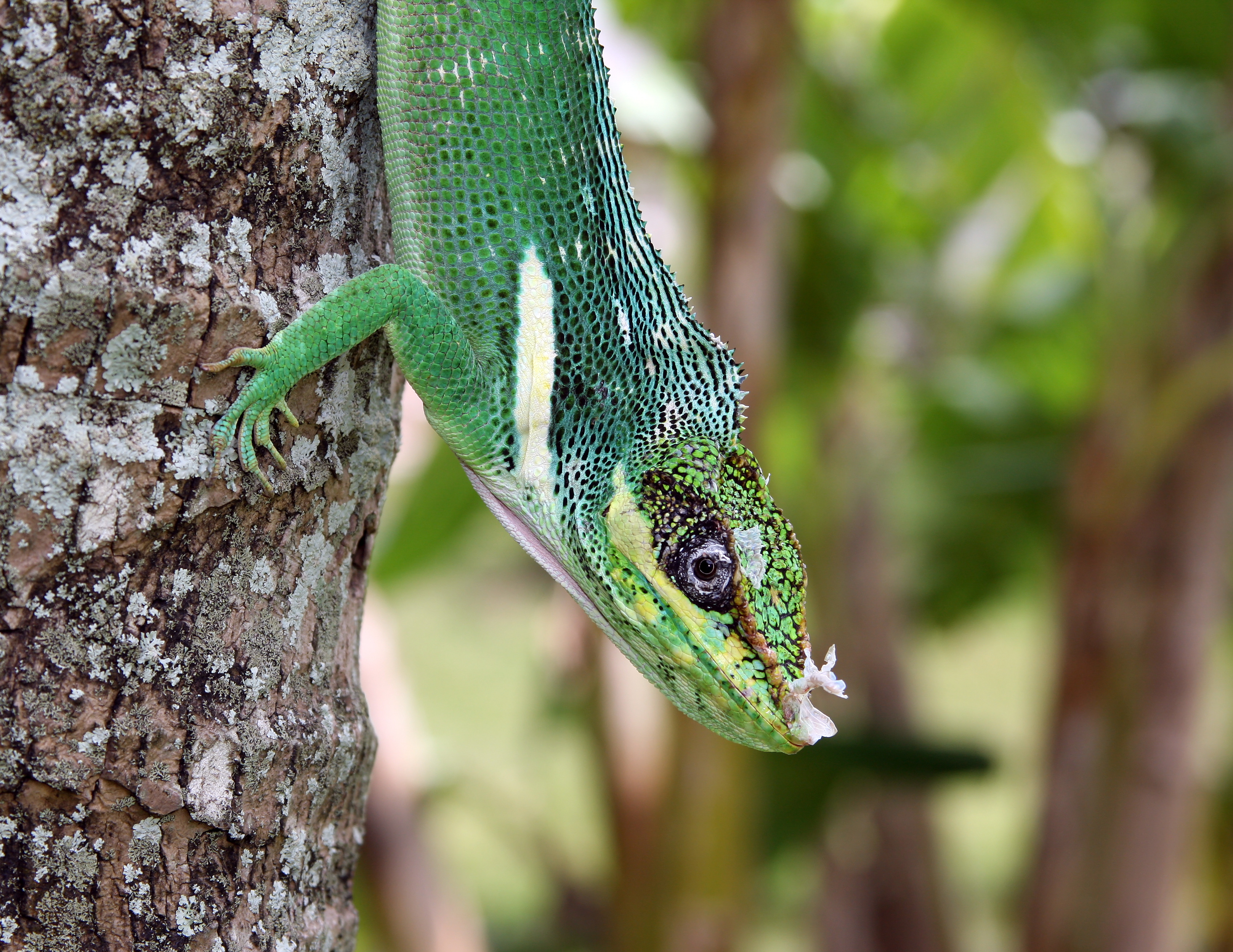
Un anolide durante la muta, fotografato mentre scende da un albero a testa in giù.

Il corpo è ricoperto da scaglie piccole e granulari di un colore che va dal verde brillante durante il giorno al grigio-brunastro durante la notte: su spalle e testa (in particolare su occhi e zona perioculare), spesso ciascuna scaglia presenta la parte centrale nerastra. Sono presenti due bande orizzontali biancastre o gialle, una delle quali parte dalle narici e arriva al margine della bocca, mentre l'altra va da spalla a spalla, attraversando la gola.
Il corpo ha forma allungata, con grossa testa anch'essa di forma allungata e con occhi dalla pupilla verticale ma arrotondata, posti su peduncoli carnosi per una maggiore mobilità: la coda è a forma di frusta, con parte prossimale più larga rispetto a quella distale. Dalla fronte a circa la metà della coda corre lungo la schiena una piccola cresta formata di scaglie appuntite, presente in ambedue i sessi.

Le zampe presentano dita lunghe e sottili, con polpastrelli leggermente rigonfi e lamellati a formare cuscinetti adesivi di forma allungata simili come costituzione a quelli dei gechi, che consentono all'animale di scalare superfici levigate e quasi verticali, oltre che di scendere dagli alberi a testa in giù.

### Dimorfismo sessuale
I maschi presentano una gorgiera di colore rosato, con bordi e maculature bianchi, che viene estesa in segno di minaccia o corteggiamento.

## Biologia
Si tratta di animali diurni, che passano la giornata muovendosi su e giù con estrema circospezione fra gli alti rami degli alberi, alla ricerca di cibo, mentre durante la notte cercano rifugio nel folto del fogliame od in qualche cavità del tronco per riposare.

Gli anolidi cubani sono piuttosto territoriali con esemplari dello stesso sesso, in particolare le femmine si tollerano fra loro, pur stabilendo una precisa gerarchia che si traduce in maggiore o minore accesso a fonti d'acqua, di cibo o di sole, mentre i maschi mostrano comportamenti di minaccia che, qualora non si rivelino sufficienti a scacciare l'intruso, si traducono in combattimenti mimati e poi in combattimenti veri e propri, spesso con conseguenze anche gravi come ferite e mutilazioni.

L'atteggiamento di minaccia consiste nel dispiegare e ritirare continuamente la gorgiera, accompagnando il gesto con scatti in avanti della testa, pertanto pare che l'animale annuisca in continuazione: spesso i due maschi si pongono l'uno di fianco all'altro, per meglio confrontare le dimensioni della gorgiera, una volta dispiegata. Man mano che l'operazione continua, i due contendenti assumono una colorazione verde brillante, ma se nessuno dei due cede e si allontana allora essi cominciano a soffiare e ad avventarsi l'uno contro l'altro a bocca aperta, cercando di azzannarsi ai fianchi e alle zampe.

Lo stesso comportamento può essere osservato anche nei confronti di serpenti o altri esseri od oggetti filiformi, come pompe per l'acqua o bastoni.

### Alimentazione
Si tratta di animali fondamentalmente insettivori, che si nutrono di grilli, scarafaggi, farfalle ed altri piccoli invertebrati: non disdegnano tuttavia di predare attivamente anche piccoli rettili, mammiferi, uccelli e le loro uova.

### Riproduzione
L'evento riproduttivo è concentrato nei mesi estivi: il maschio corteggia la femmina con movenze simili a quelle utilizzate per duellare con gli altri maschi. Se la femmina è disponibile all'accoppiamento, "annuisce" con la testa, dando il via all'accoppiamento, durante il quale il maschio mantiene la femmina ferma mordendola alla nuca mentre porta le due cloache a contatto, in modo tale da poter inserire il proprio emipene nella cloaca della femmina.
A circa tre settimane di distanza dall'accoppiamento, la femmina scende al suolo per deporre le uova, in numero di uno o due per covata: questo momento è praticamente l'unico nella vita dell'animale in cui esso scende al suolo. Le uova, abilmente camuffate nel terreno, schiudono dopo un mese e mezzo circa: i piccoli, lunghi circa 6 cm, sono copie in miniatura dei genitori e pochi minuti dopo la schiusa corrono ad arrampicarsi al sicuro su qualche albero. La taglia adulta viene raggiunta attorno ai 5 mesi di vita, tuttavia molti piccoli muoiono prima, spesso vittima di episodi di cannibalismo.

Ciascuna femmina può accoppiarsi e deporre da una a tre volte durante la stagione riproduttiva.